# 王学东 (1963年)
王学东（1963年—），男，汉族，辽宁庄河人，中华人民共和国金融人物，中国共产党党员，国家开发银行湖南分行行长。

## 生平
王学东毕业于中央财经大学货币银行学专业。
2013年，当选第十二届全国人民代表大会湖南地区代表。